# Michigan
För andra betydelser, se Michigan (olika betydelser).
Michigan är en delstat i norra USA som ligger i den centrala nordöstra delen av landet. Michigan blev delstat 1837 efter att ha blivit amerikansk territorium 1805. Michigan har fått sitt namn efter Michigansjön. Michigan i sin tur kommer från franskans uttal av den algonkinska urbefolkningens misshikama som betyder "det stora vattnet". 

## Historia

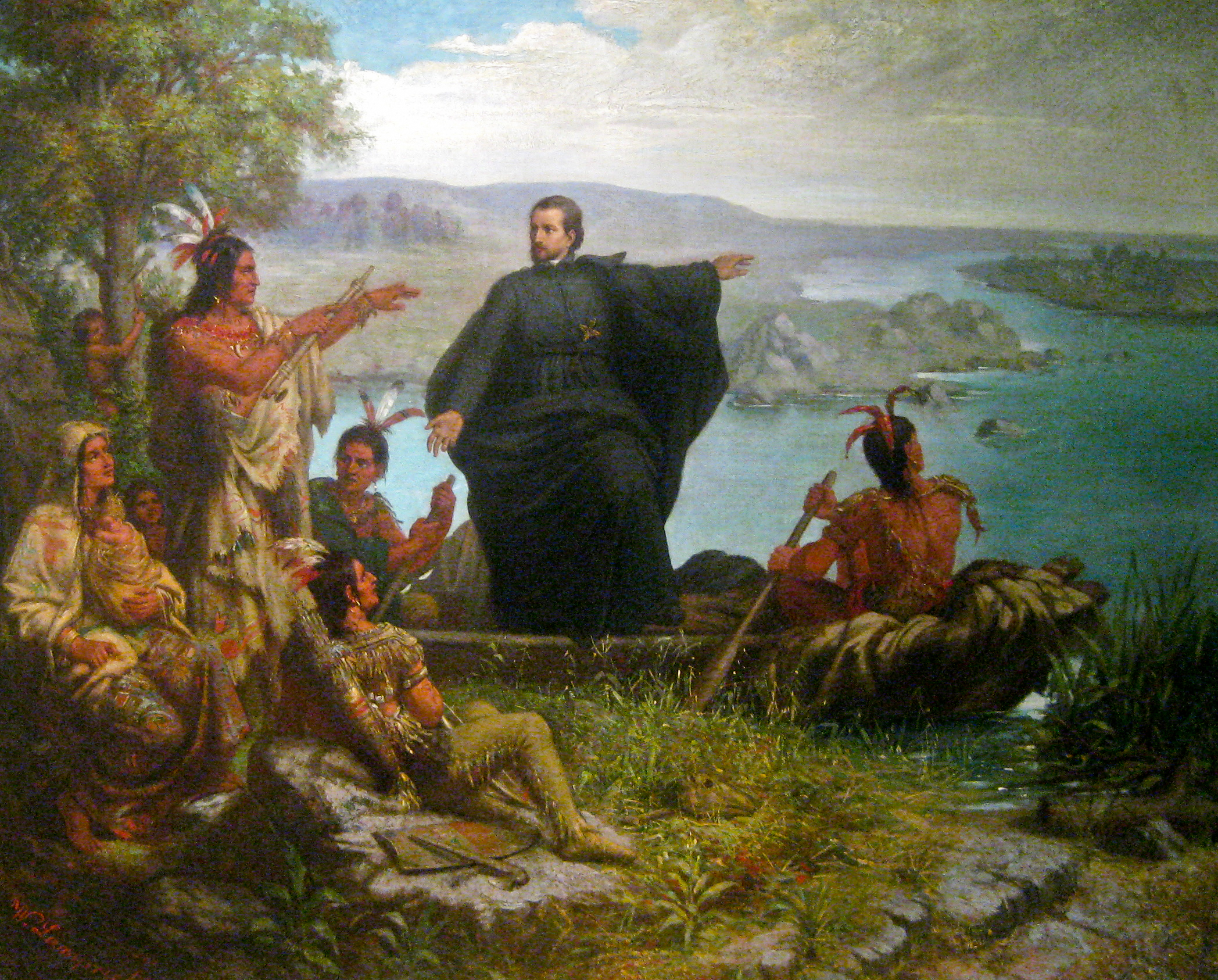
Père Marquette and the Indians (1869), Wilhelm Lamprecht

Under 1600-talet började franska upptäcktsresande att upptäcka och bosätta sig i Michigan. 1622 nådde de franska upptäckarna Étienne Brûlé och hans resekamrat Grenoble som antagligen de första européer den övre sjön. 1668 följde den första europeiska bosättningen när fader Jacques Marquette grundade Sault Ste. Marie för sin missionering. Missionärer grundade kommande år Saint Ignace och Marquette.
1701 grundade Antoine de Lamothe Cadillac och löjtnanten  Alphonse de Tonty utposten Fort Pontchartrain på platsen där dagens Detroit ligger. Fransmännen idkade pälshandel med indianerna och uppförde fort vid det som idag är Niles och Sault Ste. Marie. Från 1660 var Michigan en del av den kungliga provinsen Nya Frankrike. Parisavtalet 1763 gjorde Michigan brittiskt och 1774 blev Michigan del av den brittiska Quebec-provinsen. Under det amerikanska revolutionskriget var Detroit ett viktigt försörjningscentrum för britterna. De oklara gränsdragningarna i Parisavtalet från 1783 ledde till att britterna hade fortsatt kontroll över Michigan och Michigan efter den Amerikanska revolutionen. 1794 slöts Jayavtalet och britterna lämnade Detroit och Michilimackinac 1796. Gränserna var fortsatt oklara och först 1818 respektive 1847 fick USA helt kontroll över Upper Peninsula och Drummond Island.

### Territorium och delstat
1805 skapades territoriet Michigan ur indianernas territorium med Detroit som regeringssäte och William Hull som guvernör. Michiganterritoriet bildades genom att ett område, nästan motsvarande dagens Michigan, bröts ur Indianaterritoriet. 1812 ockuperade brittiska trupper delar av Michigan. Ett brutalt nederlag följde i januari 1813 i River Raisin. Britterna tvingades retirera 1813 efter den amerikanska segern på Eriesjön. Indianernas motstånd bröts efter slaget vid Thames River.
Öppnandet av Eriekanalen 1825 ledde till en befolkningstillväxt. Kanalen kopplar samman de stora sjöarna med Hudsonfloden och New York City. På 1830-talet hade antalet invånare växt till 80 000 och territoriet kvalificerade sig för att bli delstat. En gränskonflikt ägde rum med Ohio som resulterade i Toledokriget där den amerikanska kongressen gav Toledoremsan till Ohio och Michigan fick i sin tur den västra delen av den övre halvön (Upper Peninsula). Den övre halvön visade sig ha stora fyndigheter av järn och koppar. 1835 hölls den första lagstiftande församlingen och 26 januari 1837 blev Michigan USA:s 26:e delstat. År 1847 flyttades Michigans huvudstad från Detroit till Lansing, som då kallades Michigan. I Michigan grundades under 1800-talet viktiga lärosäten genom University of Michigan (1817, sedan 1837 i Ann Arbor), Eastern Michigan University (1849) och Michigan State University (1855).
Åren 1860–1900 flyttade över 700 000 människor till Michigan och 400 000 var utrikes födda. De första stora grupperna av emigranter kom från Tyskland och Nederländerna. Även kanadensare och irländarna flyttade i stor omfattning till Michigan. Skogs- och gruvindustrierna drog till sig många svenskar, finländare, norrmän och italienare.

### Industrialiseringen

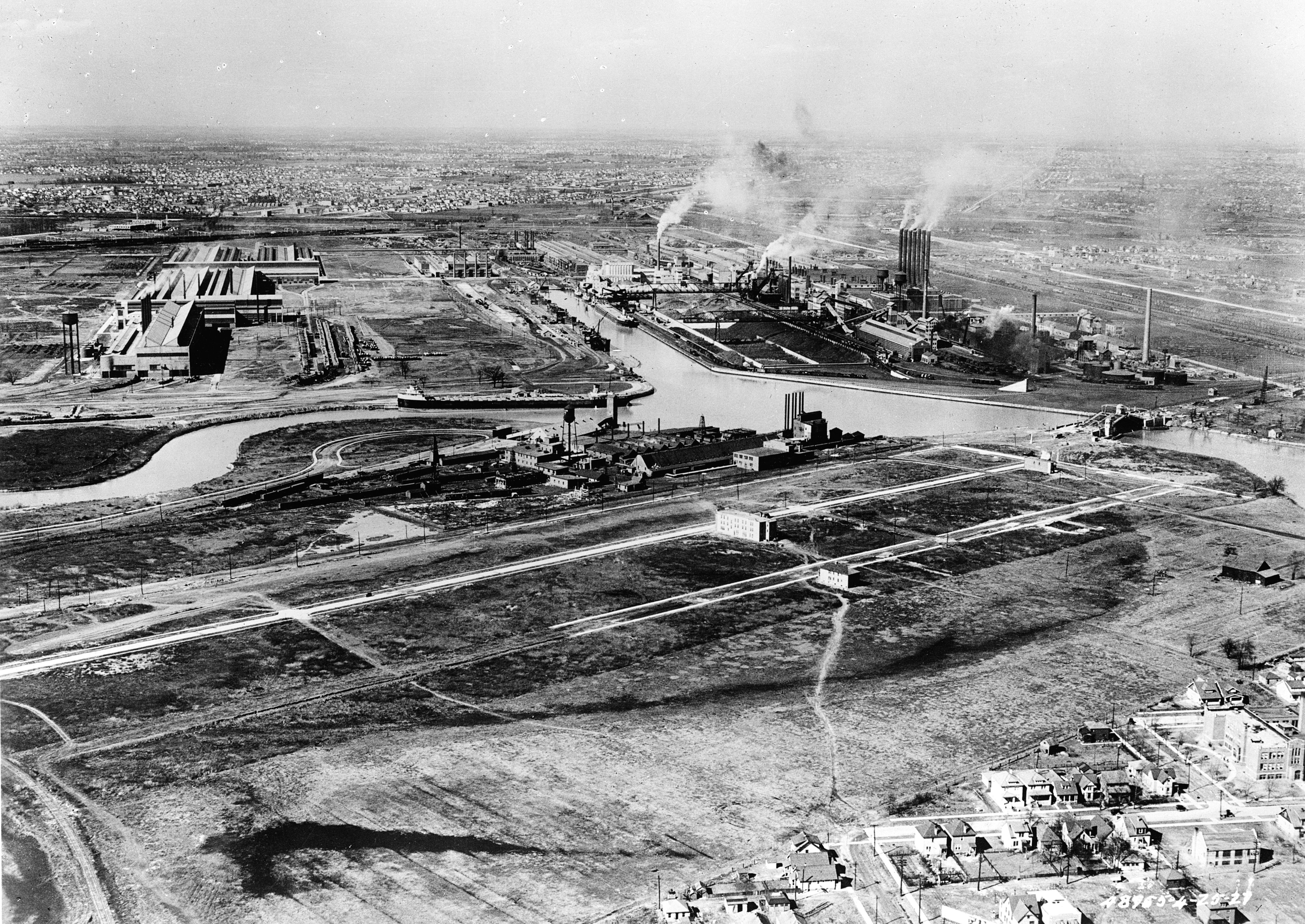
Fords fabrik i River Rouge utanför Detroit.

Pälshandeln var den första viktiga näringen i Michigan med Mackinac Island som centrum. Handeln gav rikedomar och John Jacob Astor blev den första miljonären i USA genom pälshandeln. Upptäckten av koppar ledde till en mineralrusch och Michigan var under 1880-talet en storproducent av koppar. Den viktigaste utvecklingen stod jordbruket för där invandrade jordbrukarna började bruka jorden och skogen. Efter inbördeskriget blev skogsindustrin viktig vilket den var fram till 1900. En viktig del i utvecklingen var järnväg där Michigan redan 1830 fick sin första järnväg, Pontiac and Detroit Railway Company.
Michigans viktigaste näringslivsgren blev under 1900-talet fordonsindustrin med centrum i Detroit och tillverkning på flera orter. Den stora tillväxten lockade människor till Michigan från övriga USA och Europa. Kring sekelskiftet följde stora inflyttning från östra och södra Europa, främst från Polen, Balkan, Italien och Österrike-Ungern.
1910–1930 var Michigan av de delstaterna som växte mest befolkningsmässigt i USA. Det var framförallt den södra delen som växte genom den boomande fordonsindustrin i Wayne County, Oakland County och Genesee County. 
1957 invigdes den åtta kilometer långa Mackinacbron som förbinder Michigans södra och norra del. Tanken om en bro hade funnits sedan slutet av 1800-talet. Michigan drabbades under 1970-talet ekonomisk kris när bilindustrin fick problem, bland annat genom ökad utländsk konkurrens. 
Michigan ingick i Rostbältet som syftade på industriernas förfall och svårigheter i det som tidigare kallades Manufacturing Belt ("Tillverkningsbältet") att anpassa sig till en mer globaliserad marknad med början under 1970-talet med befolkningsminskning som följd på många orter. Ett känt exempel är Flint i Michigan.
1987 firade Michigan 150 år som amerikansk delstat.

## Styre
Liksom andra delstater i USA har Michigan ett delstatsstyre som bygger på maktdelning: Michigans legislatur (två kammare med en senat och representanthus), Michigans guvernör och Michigans högsta domstol.

## Näringsliv

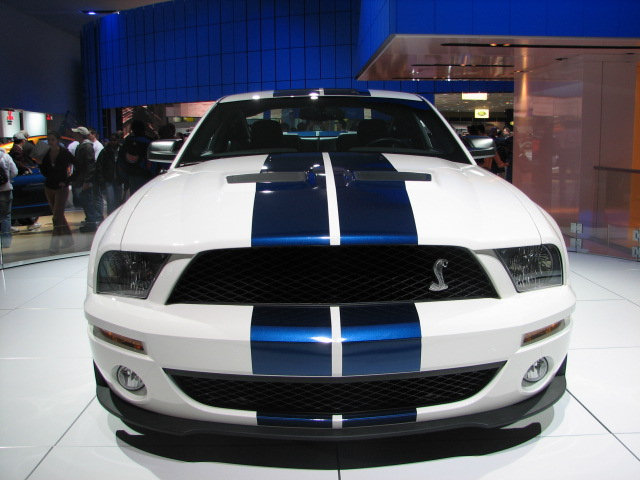
Michigan är centrum för USA:s fordonsindustri. Ford Shelby GT500 tillverkas i Flat Rock, Michigan.

En dominerande del av näringslivet i Michigan är fordonsindustrin med koncerner som General Motors, Ford  och Chrysler Group LLC samt underleverantörer, bland annat BorgWarner, Autoliv och Lear Corporation. En av världens största kemikoncerner, Dow Chemical, har sitt huvudkontor och anläggningar i Midland. Från Michigan kommer även två av USA:s största pizzeriakedjor: Domino's Pizza och Little Caesars. Kellogg's grundades och har sitt huvudkontor i Battle Creek. Michigan är också USA:s största producent av körsbär med Traverse City som dess centrum.
En av USA:s största tillverkare av hushållsapparater Whirlpool har sitt huvudkontor i Benton Harbor–St. Joseph. Grand Rapids är ett centrum för möbelindustrin med stor tillverkning av kontorsmöbler. 
Inom detaljhandeln är en stor arbetsgivare Meijer med stormarknader runt om i delstaten. Detroit Metropolitan Wayne County Airport är en viktig knutpunkt för Northwest Airlines. Viktiga arbetsgivare är även de stora universiteten University of Michigan, Wayne University och Michigan State University.
Andra företag med verksamheter i Michigan är Amway, Compuware, IBM, Pfizer, General Dynamics och Carhartt.
Turism är en viktig inkomstkälla som skapar 193 000 arbetstillfällen. Turisterna lockas främst genom skogarna, sjöarna och stränderna. Bland annat jakt och fiske är viktiga delar i turismnäringen. Stora turistmål i Detroit är The Henry Ford, Detroit Institute of Arts och Detroit Zoo.

## Geografi

Karta över Michigan med territorialvattengränser.

Delstaten omges av fyra av de fem stora sjöarna (Eriesjön, Huronsjön, Michigansjön och Övre sjön) och Lake St. Clair. En person är aldrig längre bort än 137 km från de stora sjöarna. Michigan är uppdelad i Michigans nedre halvö (Lower Peninsula) och Michigans övre halvö (Upper Peninsula) och är den enda av USA:s delstater som består av två halvöar. Nedre halvön, där en stor majoritet av befolkningen bor, kan liknas geografiskt vid en vante på grund av sin form. Den övre halvön, som endast har landgräns mot Wisconsin, domineras av stora skogslandskap och är glest befolkad. Michigans båda delar knyts samman av den åtta kilometer långa Mackinacbron.
Michigan gränsar i söder till delstaterna Indiana och Ohio och västerut till Illinois och Wisconsin. Norrut och österut gränser delstaten till den kanadensiska provinsen Ontario. Michigan har flera stora öar, däribland North Manitou och South Manitou i Michigansjön, Isle Royale och Grande Isle i Övre sjön och Marquette, Bois Blanc och Mackinac Islands i Huronsjön.
Delstaten har 78 delstatsparker, 19 rekreationsområden och sex delstatsskogar. Flera nationalparker ligger längs Michigansjöns stränder, däribland Sleeping Bear Dunes National Lakeshore och Indiana Dunes National Lakeshore. Delar av Michigan Islands National Wildlife Refuge ligger på Michigansjöns strand. Michigan är en del av Frostbältet som är känt för sina kalla, frostiga, vintrar med mycket snö.

### Större städer

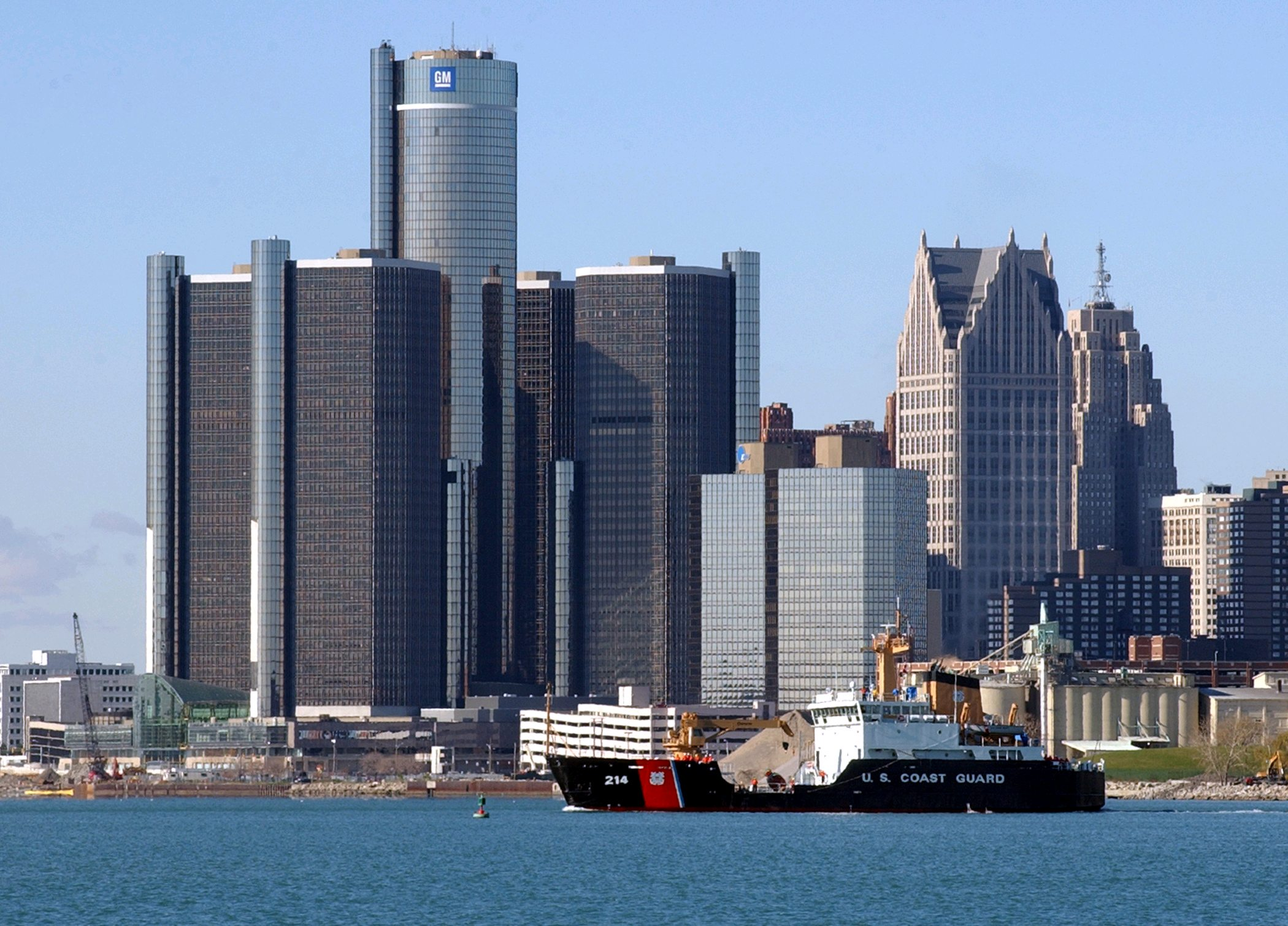
Detroits downtown.

De tio största städerna i Michigan (2010). Michigans huvudstad är Lansing medan Michigans största stad är Detroit.
- Detroit - 713 777
- Grand Rapids - 188 040
- Warren - 134 056
- Sterling Heights - 129 699
- Lansing - 114 297
- Ann Arbor - 113 934
- Flint - 102 434
- Dearborn - 97 000
- Livonia - 96 942
- Clinton - 96 796

## Delstatens symboler och smeknamn

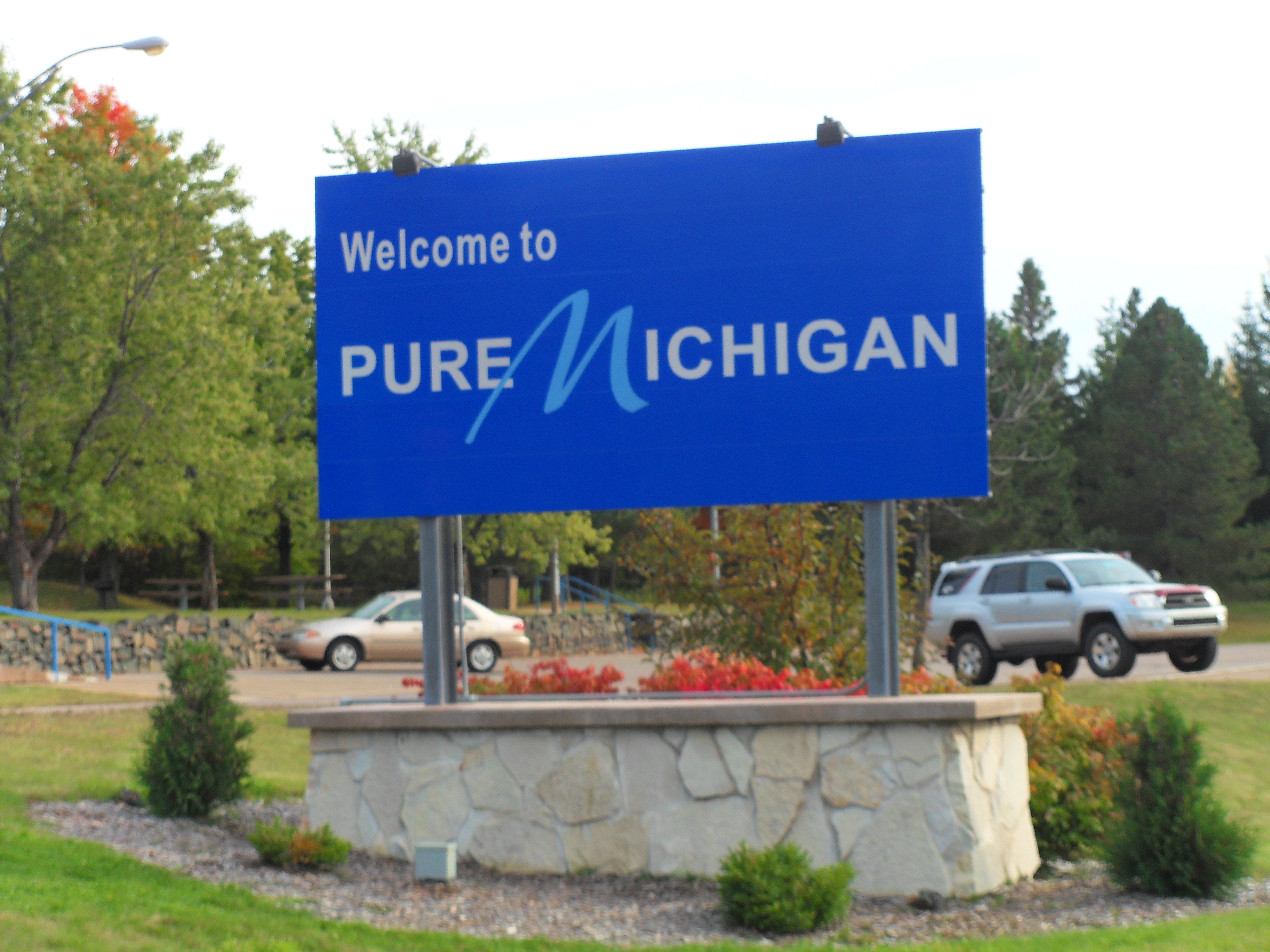
Välkomstskylt

Michigan kallas Wolverine State (järvdelstaten), Great Lakes State, Mitten State och Water-Winter Wonderland. Smeknamnet Wolverine State har en lång tradition men det finns få järvar i delstaten. Mitten State kommer från att delstaten geografiskt liknar en vante. 
Delstaten marknadsför sig som "Pure Michigan" med en särskild logotyp. 1835 antogs mottot Si quaeris peninsulam amoenam circumspice. Sedan 1937 är "My Michigan" delstatens sång.

## Idrott

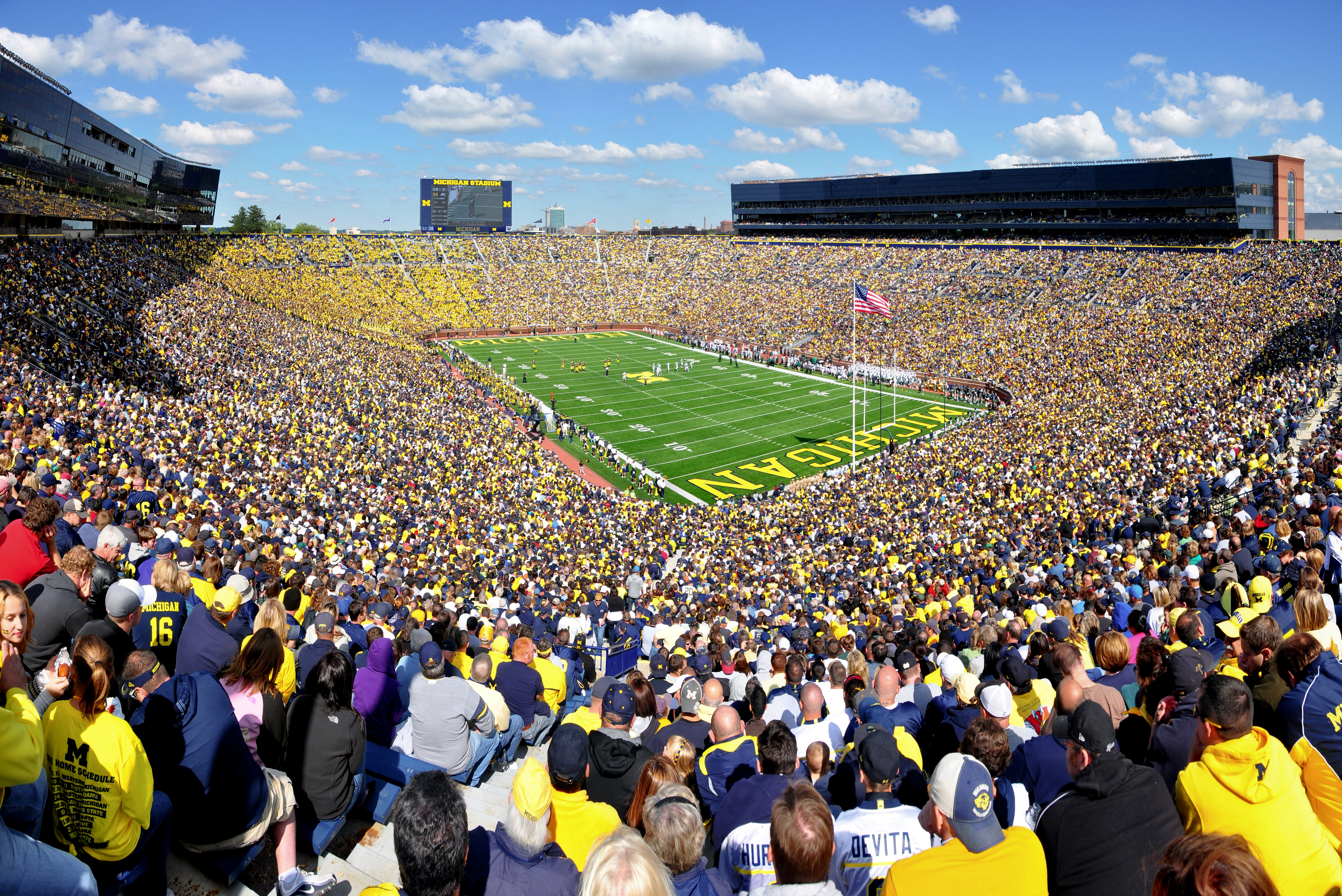
Utomhusarenan Michigan Stadium i Ann Arbor.

Utöver proffslagen är universitetssporten mycket populär. Inom amerikansk fotboll lockar University of Michigans lag tusentals och har en av USA:s största arenor med kapacitet för 114 000 åskådare. Idrottslaget på University of Michigan Michigan Wolverines spelar i den högsta divisionen i National Collegiate Athletic Association.
Detroit dominerar proffsidrotten med Detroit Lions (NFL - amerikansk fotboll), Detroit Pistons (NBA - basketboll), Detroit Red Wings (NHL - ishockey) och Detroit Tigers (MLB - baseball). I AHL spelar Grand Rapids.

## Kända personer från Michigan
Gerald R. Ford från Grand Rapids var amerikansk president 1974–1977.
Kända artister från Michigan är Madonna, Eminem, Alice Cooper, Ted Nugent, Diana Ross, Stevie Wonder, Tyler Oakley och Iggy Pop.
Kända skådespelare från Michigan Taylor Lautner